# 메리다작은귀땃쥐
메리다작은귀땃쥐(Cryptotis meridensis)는 땃쥐과에 속하는 포유류의 일종이다. 베네수엘라의 고유종이다.